# کوکپد
کوکپد (انگلیسی: Cookpad) شرکت خدمات مالی و بانکداری ژاپنی است، که در سال ۱۹۹۷ تأسیس شد.